# 托爾托薩角
托爾托薩角，是西班牙的海岬，位於加泰羅尼亞的塔拉戈納省，處於地中海沿岸的桑特豪梅登韋哈，處於布達島，1911年建立的燈塔在1927年被淹沒。